# Кампоэрмосо
Кампоэрмосо (исп. Campohermoso) — небольшой город и муниципалитет в центральной части Колумбии, на территории департамента Бояка. Входит в состав провинции Ленгупа.

## История
Поселение, из которого позднее вырос город, было основано в 1602 году.

## Географическое положение
Город расположен в южной части департамента, в гористой местности Восточной Кордильеры, на правом берегу реки Ленгупа (бассейн реки Мета), на расстоянии приблизительно 60 километров к юго-востоку от города Тунха, административного центра департамента. Абсолютная высота — 1111 метров над уровнем моря.
Муниципалитет Кампоэрмосо граничит на северо-востоке с территорией муниципалитета Паэс, на северо-западе — с муниципалитетом Мирафлорес, на западе — с муниципалитетами Гарагоа и Маканаль, на юго-западе — с муниципалитетом Санта-Мария, на юго-востоке — с муниципалитетом Сан-Луис-де-Гасено. Площадь муниципалитета составляет 302 км².

## Население
По данным Национального административного департамента статистики Колумбии, совокупная численность населения города и муниципалитета в 2015 году составляла 3847 человек.
Динамика численности населения муниципалитета по годам:
| 2005 | 2006 | 2007 | 2008 | 2009 | 2010 | 2011 | 2012 | 2013 | 2014 | 2015 |
| ---- | ---- | ---- | ---- | ---- | ---- | ---- | ---- | ---- | ---- | ---- |
| 4065 | 4040 | 4030 | 4013 | 3983 | 3963 | 3942 | 3917 | 3885 | 3871 | 3847 |

Согласно данным переписи 2005 года мужчины составляли 52,5 % от населения Кампоэрмосо, женщины — соответственно 47,5 %. В расовом отношении белые и метисы составляли 99,4 % от населения города; негры, мулаты и райсальцы — 0,6 %.
Уровень грамотности среди всего населения составлял 85 %.

## Экономика
64,9 % от общего числа городских и муниципальных предприятий составляют предприятия торговой сферы, 27 % — предприятия сферы обслуживания, 8,1 % — промышленные предприятия.